# Abbaye d'Aura
L’abbaye d'Aura est une ancienne abbaye bénédictine à Aura an der Saale, dans le Land de Bavière et le diocèse de Wurtzbourg.

## Histoire
L'abbaye Saints-Laurent-et-George est fondée en 1108 à la demande de l'évêque Othon de Bamberg afin de renforcer le pouvoir de Bamberg sur la Saale franconienne. Un confident de l'évêque, Ekkehard, est le premier abbé.
Les premiers moines viennent de l'abbaye de Hirsau, un monastère réformé de la Forêt-Noire, qui attache une grande importance à la liturgie solennelle et qui représente l'indépendance du monastère vis-à-vis des maîtres laïques et spirituels. Le patronage de l'abbaye d'Aura est transféré aux comtes d'Henneberg en 1167. L'évêque Othon de Bamberg obtient une protection papale et des certificats de confirmation pour l'abbaye.
Au XIVe siècle, Aura quitte l'évêché de Bamberg et appartient depuis à l'évêché de Wurtzbourg. En 1469, l'abbaye rejoint la congrégation de Bursfelde. Vers 1500, l'abbaye d'Aura a les bailliages d'Aura, Wittershausen et Garitz, des intérêts à Euerdorf, Kleinbrach, Sulzthal et Wirmsthal ainsi que des cours féodales à Hausen, Ramsthal, Zahlbach et Waldfenster.
Le déclin de l'abbaye bénédictine d'Aura se produit avec la guerre des Paysans allemands en 1525 et la Réforme protestante. En 1552, l'abbaye et les villages alentour subissent de graves dommages de la seconde guerre des Margraves.
En 1564, l'évêque Friedrich von Wirsberg retire à l'abbaye le statut d'institution spirituelle au profit de la chambre haute de la principauté épiscopale de Wurtzbourg.
La ruine d'Aura - à distinguer de l'abbaye d'Aura - est les vestiges d'une tentative d'en fonder une nouvelle au XVIIe siècle. Le bâtiment est resté inachevé en 1622. Après la mort du fondateur, le prince-évêque Johann Gottfried von Aschhausen en 1622 et en raison de la guerre de Trente Ans, les travaux sont arrêtés et jamais repris. Il s'agit d'un complexe baroque ancien et de la première église à piliers muraux de Franconie. Deux clochers étaient prévus à l'ouest, une seule nef, un transept étroit et une abside semi-circulaire à l'est. Aujourd'hui, le bâtiment est en ruine. Il servait comme carrière par la population des villages environnants.

## Cloître
Le cloître, dont la chaussée n'est que partiellement présente devant l'aile est, était auparavant fermé par trois ailes. En 1874, il est remonté. L'aile nord est démolie, les ailes est et ouest sont complètement changées. Dans l'aile est se trouvent la salle capitulaire et la salle des apôtres, qui sont aujourd'hui utilisées comme des salles d'expositions. Il y a un portail Renaissance du côté nord-ouest de l'aile ouest. La guérite sud date probablement du XIIIe siècle. L'arche nord s'est effondrée en 1956.

## Église Saint-Laurent
L'église abbatiale catholique romaine Saint-Laurent sur une colline au-dessus de la Saale franconienne est l'une des deux églises d'Aura.
En 1668, Aura est élevé au rang de paroisse et reçoit une partie des revenus de l'ancienne abbaye. Le prêtre vit d'abord à Euerdorf. En 1695, le presbytère est prêt à emménager et le siège de la paroisse va à Aura. L'église abbatiale devient l'église paroissiale. Avec l'intégration du village dans la communauté paroissiale de Saalethal le 1er septembre 2001, l'indépendance d'Aura prend fin.
L'église est consacrée en 1113 après cinq ans de construction. Son clocher actuel est construit vers 1600. En 1669, l'église est considérée comme délabrée. Les modifications et démolitions ont lieu de 1687 à 1697. D'autres changements structurels ont lieu de 1742 à 1745. De 1975 à 1981, l'église a été rénovée à l'intérieur et en 2007 à l'extérieur. Avant l'installation des nouvelles cloches en 2013, le clocher de l'église est réparé.
L'église est à l'origine une basilique romane avec une nef centrale et deux bas-côtés. Il y a deux clochers avec un toit à l'est. Les trois absides entre eux forment le chœur des moines. À l'ouest, un bâtiment transversal d'environ 16 m sur 5 a une entrée voûtée. Un escalier de 4,5 m de haut menait à l'arc de triomphe de 5,45 m de large de la nef centrale. Sans le transept, l'église mesurait 45 m de long et 16 m de large. L'allée centrale mesurait 6,4 m de large et 11,90 m de haut, les allées latérales 3,16 m (allée nord) ou 3,25 m de large (allée sud) et 5,83 m de haut. Les supports de la nef centrale correspondent à l'origine au changement de supports en Saxe, deux colonnes sur un pilier. Les exigences de l'école de Hirsau, que l'abbé Ekkehard impose, ne sont donc pas pleinement respectées.
Les trois nefs sont conservées à ce jour. En revanche, le chœur des moines avec les deux tours et la structure transversale ont disparu. En conséquence, la longueur est réduite à environ 30,8 m. Les fenêtres cintrées sont remplacées par des fenêtres ovales et des fenêtres à linteau droit. En conséquence, l'église a maintenant une apparence baroque. Le stuc des plafonds plats y contribue également. Aujourd'hui, le clocher de trois étages sur le côté nord est post-gothique. Sa hauteur jusqu'au toit de la hotte avec le pommeau est d'environ 36 m. Il a des fenêtres en arc brisé et des fenêtres ovales à l'étage inférieur.
Les autels sont des œuvres du XVIIIe siècle. Le maître-autel avec la peinture de l'Assomption de Marie et les figures des saints Aquilin, Burchard, Kilian et Laurent sont de 1730. Les petits autels latéraux sont un peu plus anciens et datent de 1720. La chaire est réalisée au XVIIe siècle puis remaniée dans le style rococo. Il y a aussi une figure gothique tardive de saint Urbain sur l'un des piliers. L'orgue est plus récent dans l'habitation baroque. Depuis 2013, l'église a quatre nouvelles cloches en bronze de la fonderie Perner à Passau. Ces cloches remplacent quatre cloches en acier, coulées en 1923 et agrandies en 1949 avec des achats supplémentaires. L'achat était devenu nécessaire car la cloche Marie fondue en 1538 fut endommagée en 1942.